# خوناس أسيفيدو
خوناس أسيفيدو (بالإسبانية: Jonás Acevedo) هو لاعب كرة قدم أرجنتيني في مركز الوسط، ولد في 6 فبراير 1997 في Concarán ‏ في الأرجنتين. لعب مع نادي سان لورينزو.

## وصلات خارجية
- خوناس أسيفيدو على موقع قاعدة بيانات كرة القدم.إي يو (الإنجليزية)
- خوناس أسيفيدو على موقع Soccerway.com (الإنجليزية)